# Imprimatur

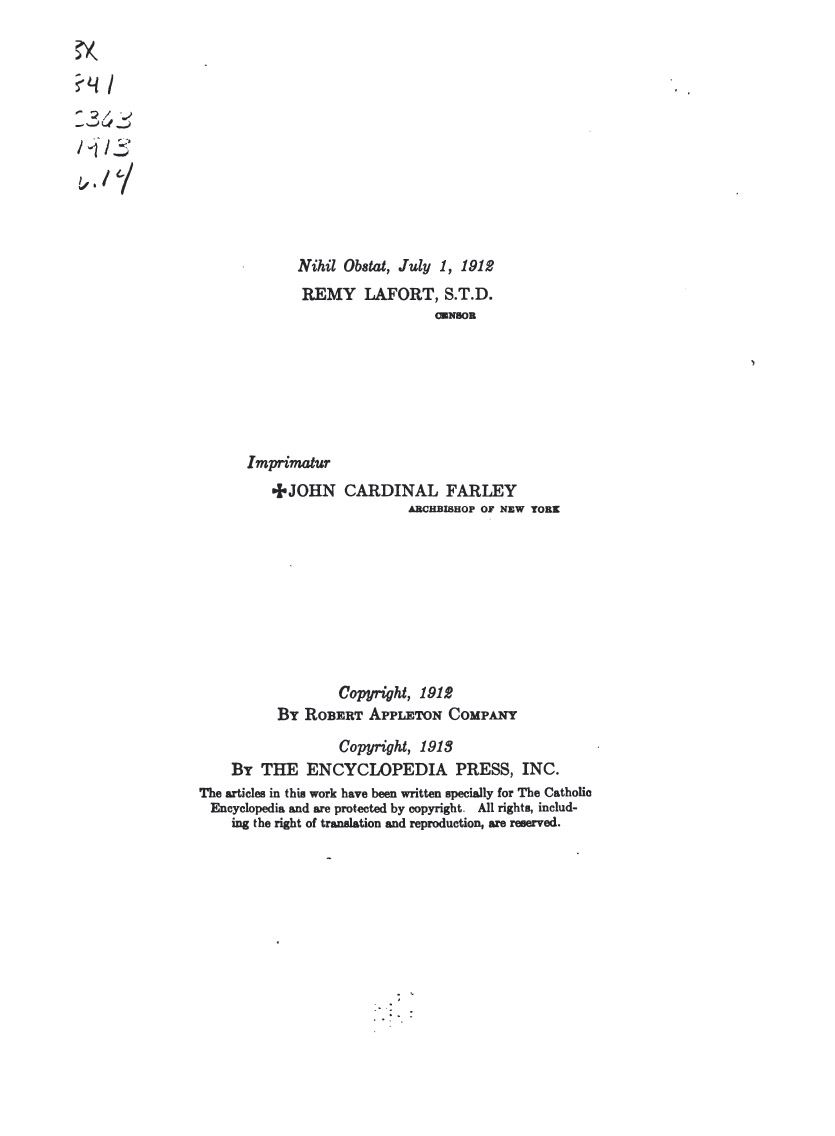
Nihil obstat i imprimatur w Catholic Encyclopedia, 1913

Imprimatur (łac. „niech będzie odbite”) – w publikacjach kościelnych pozwolenie na druk książki, oficjalna aprobata władz kościelnych, wydawana zazwyczaj przez miejscowego biskupa (ordynariusza) lub generała/prowincjała zakonu.
Dawniej formuła ta była umieszczana i na innych dziełach, których poprawność merytoryczna i typograficzna była sprawą wielkiej wagi, np. na farmakopeach.
Imprimatur umieszcza się na odwrocie strony tytułowej dzieła lub za przedmową.